# Micromanipolatore

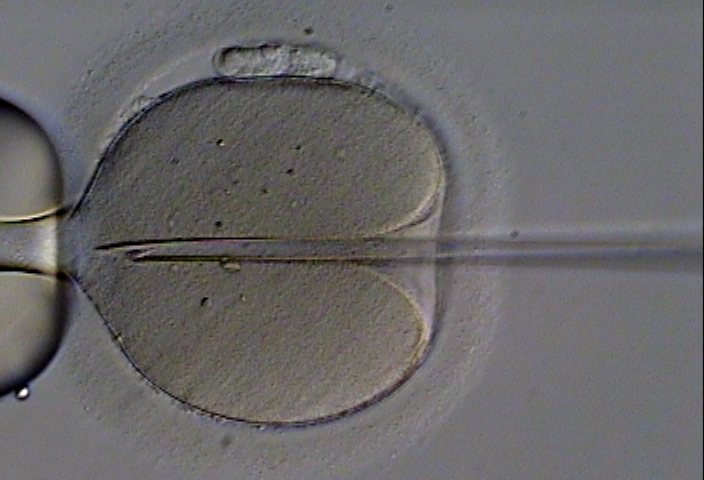
L'iniezione intracitoplasmatica richiede l'uso di un micomanipolatore

Un micromanipolatore è un dispositivo che viene utilizzato per interagire fisicamente con un campione al microscopio, dove è necessario raggiungere un tale livello di precisione dei movimenti che non può essere realizzato a mano libera.
Lo strumento può essere usato per posizionare una micropipetta, un microstrumento o un microelettrodo in maniera estremamente precisa nelle tre dimensioni, spesso con una risoluzione inferiore al µm.
In base al meccanismo di funzionamento esistono differenti tipi di micromanipolatori 
- pneumatico
- idraulico
- meccanico
- elettrico

## Micromanipolatore pneumatico
Il primo micromanipolatore funzionante in modo efficiente fu costruito e perfezionato da Pierre De Fonbrune tra il 1931 e il 1933 ed era di tipo pneumatico. Il principio di funzionamento è basato sull'abbinamento di un cilindro pneumatico a una capsula barometrica. L'operatore è in grado di muovere avanti e indietro il pistone del cilindro e questi movimenti vengono trasmessi alla capsula barometrica, la cui membrana riproduce fedelmente i movimenti dell'operatore. Dato che il diametro della capsula barometrica è maggiore del diametro del pistone, questo si traduce in una riduzione dell'ampiezza degli spostamenti della membrana della capsula. I movimenti vengono pertanto trasmessi ma riprodotti in forma ridotta. Abbinando opportunamente tre cilindri pneumatici a tre capsule barometriche, disposte secondo le tre direzioni dello spazio, è possibile riprodurre fedelmente e in maniera ridotta, i movimenti della mano dell'operatore. È possibile regolare il rapporto di riduzione generalmente entro un intervallo compreso tra 1:50 e 1:2500.

## Micromanipolatore idraulico
Questo tipo di micromanipolatore differisce da quello pneumatico per il fatto che i movimenti dell'operatore non vengono trasmessi da variazioni di pressione di un gas, ma dallo spostamento di un liquido tra cilindri idraulici.

## Micromanipolatore meccanico

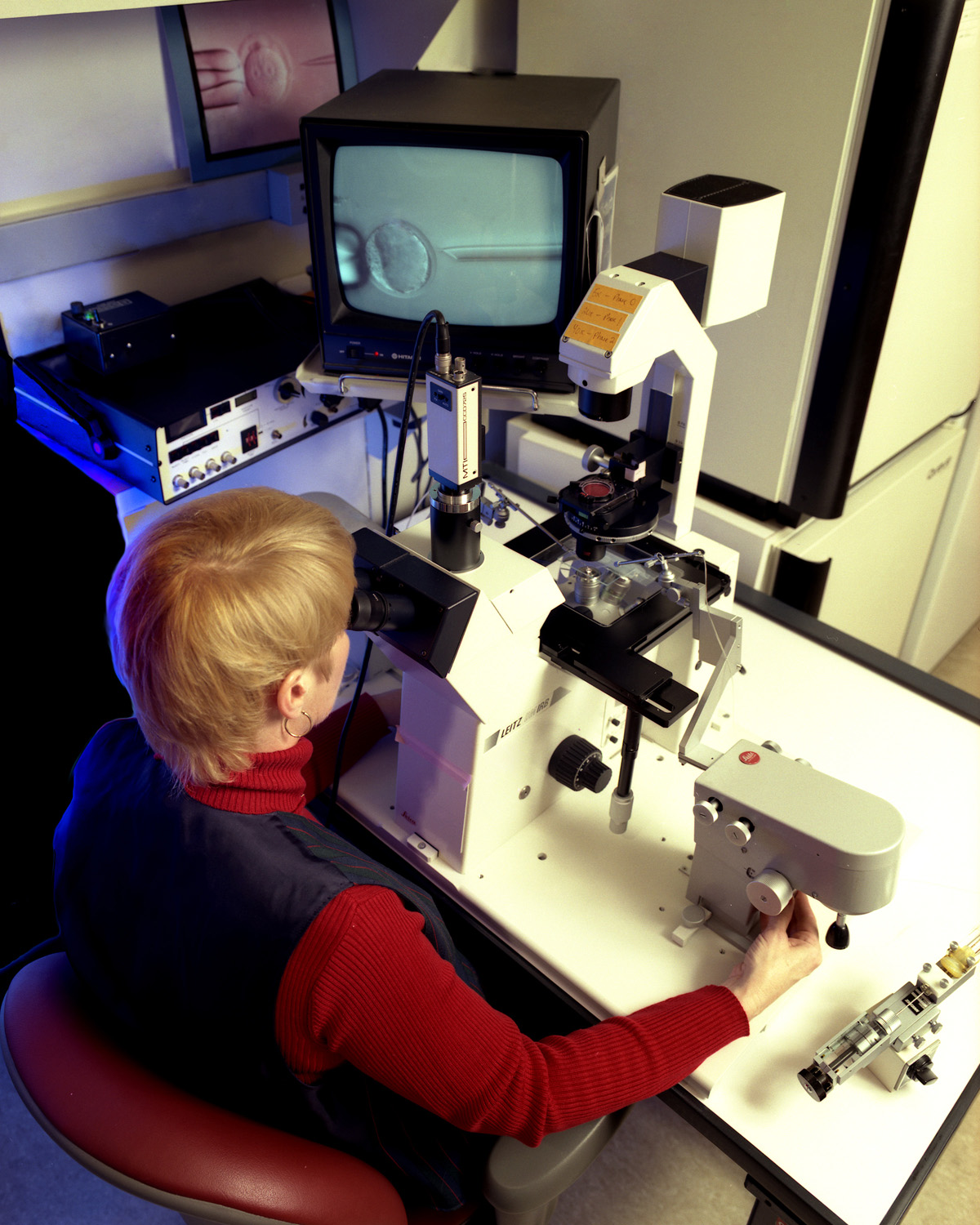
Biologa al microscopio invertito manovra un micromanipolatore meccanico

Altro tipo di micromanipolatore è un apparecchio meccanico che consente di manipolare strumenti microscopici. Ad esempio, per la dissezione anatomica di piccoli organismi (come insetti, acari ed altri organismi di queste grandezze) si utilizza un micromanipolatore in grado di ridurre i movimenti delle mani fino ad un 400° della loro ampiezza. Si tratta di un apparecchio a funzionamento a pantografo, come nel micromanipolatore di Singer , oppure ad ingranaggi e i movimenti vengono ridotti utilizzando i rapporti di trasmissione tra ruote dentate.

## Micromanipolatore elettrico

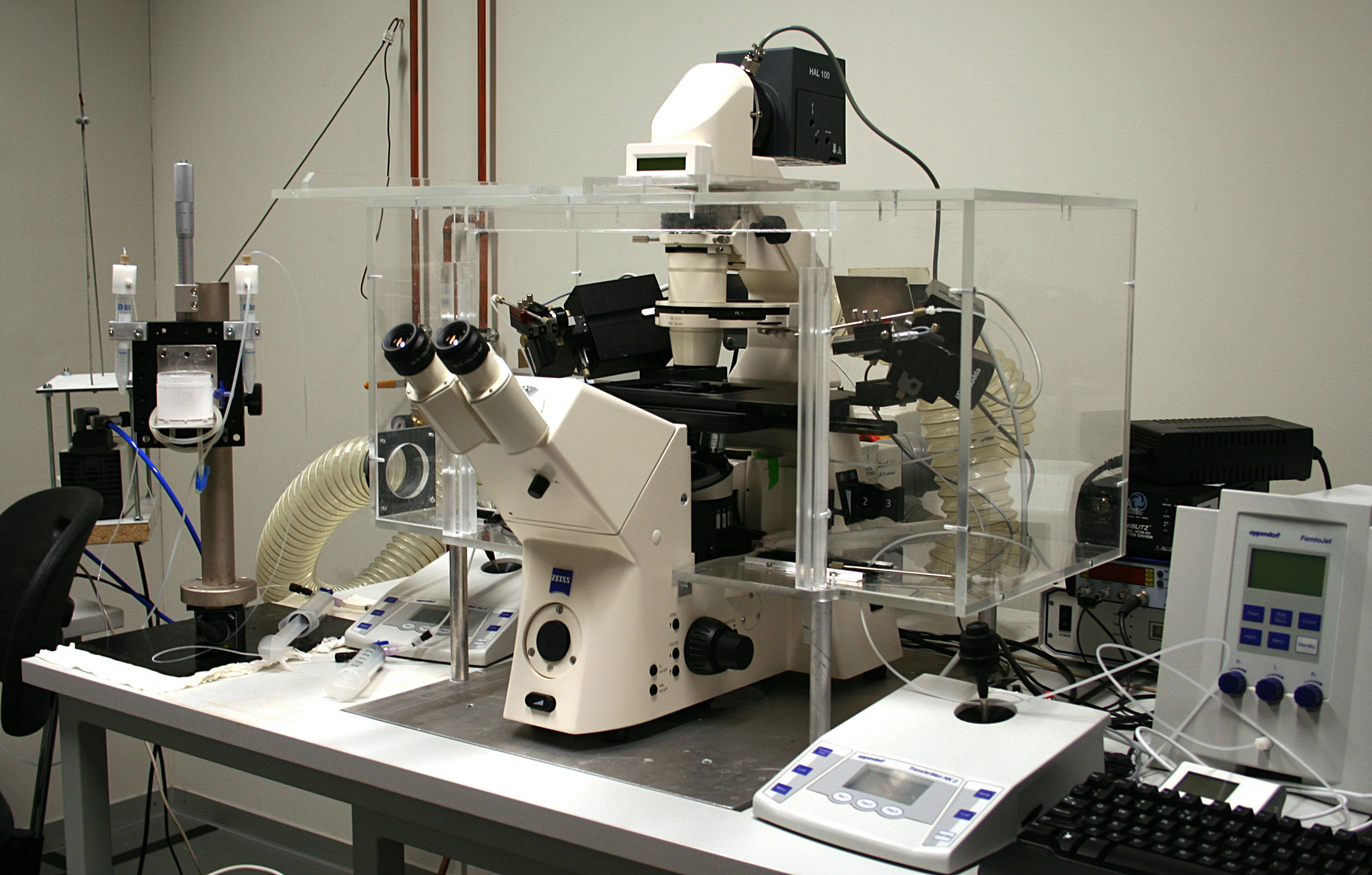
Microscopio invertito dotato di micromanipolatori elettrici, strumentazione per la microiniezione e dispositivo di protezione

L'operatore opera tramite un apposito joystick che trasforma i movimenti di una leva manovrata dall'operatore in una serie di segnali elettrici o elettronici che permettono di controllare degli attuatori idraulici, meccanici o elettrici.

## Utilizzo
Associato ad un microscopio invertito o ad un microscopio stereoscopico, il micromanipolatore si rivela uno strumento indispensabile per la micromanipolazione di cellule, ovuli o embrioni e per la microiniezione negli stessi di materiale genetico o di singoli spermatozoi nel caso di ovuli come ad esempio nella tecnica di iniezione intracitoplasmatica dello spermatozoo.

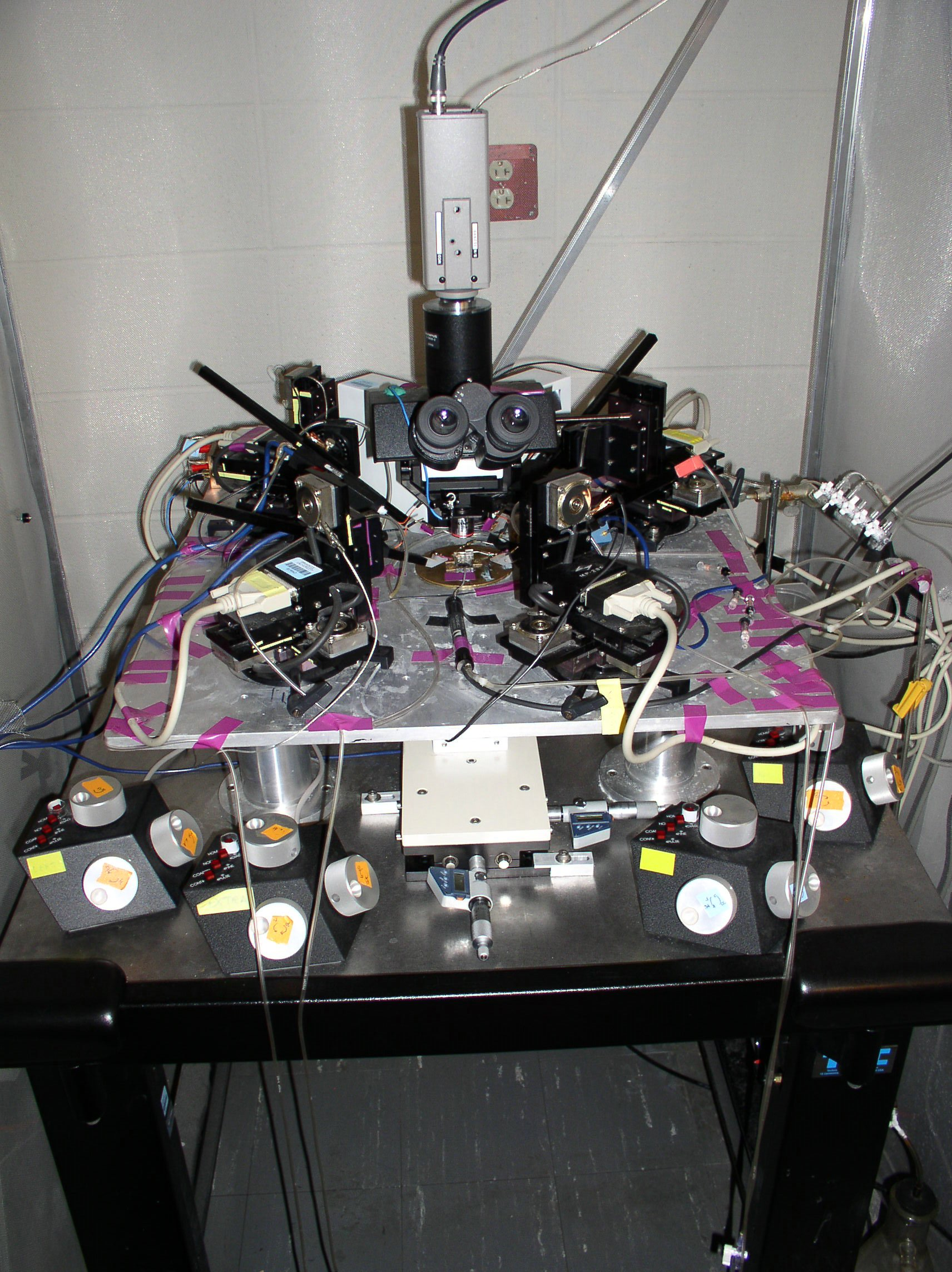
Microscopio per ricerca in elettrofisiologia, schermato con gabbia di Faraday, e dotato di quattro micromanipolatori per il posizionamento di microelettrodi

Si rivela indispensabile nelle ricerche di elettrofisiologia per il posizionamento di microelettrodi, come ad esempio nella tecnica del patch clamp.

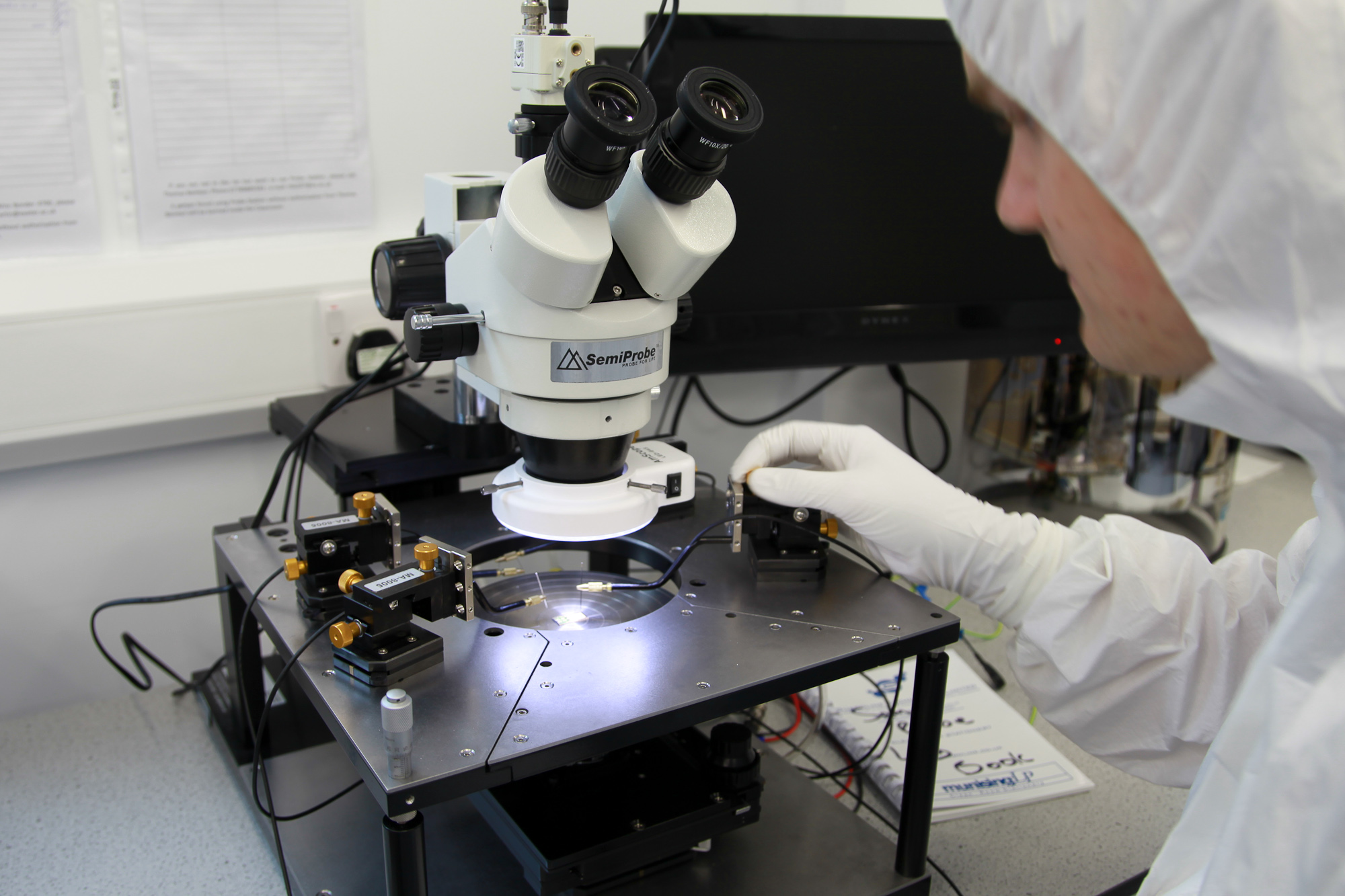
Utilizzo in microelettronica

Micromanipolatori, in genere meccanici, sono anche largamente utilizzati in microelettronica per posizionare sonde necessarie a testare circuiti integrati e dispositivi ibridi.